# Kalanchoe campanulata
Kalanchoe campanulata (o Kitchingia campanulata) és una espècie de planta suculenta del gènere Kalanchoe, de la família de les Crassulaceae.

## Descripció
És una planta perenne, epifita, glabra, que arriba a una alçada de 1,5 m.
Les tiges són simples, erectes.
Les fulles són gruixudes, carnoses, generalment sèssils, de vegades amb un pecíol ampli, làmina lineal-oblonga, oblonga a ovada, de 8 a 10 cm de llarg i de 2 a 3,5 cm d'ample, de color blanc pruïnós, una mica tacat, punta cuneada, base amplexicaule, els marges regularment crenats.
Les inflorescències són corimbes densos, de 5 a 8 cm, amb nombrosos bulbils (propàguls); pedicels de 10 a 12 mm.
Les flors són pèndules; calze subcampanulat, tub de 2 a 3 mm; sèpals subdeltoides a ovats, aguts, de 4 a 6 mm de llarg i de 3,6 a 4,9 mm d'ample; corol·la de color vermellós a rosat ataronjat, urceolada a campanulada, a l'interior amb alguns pèls glandulars; tub de 10 a 13 mm; pètals ovats, de 5 a 7 mm de llarg i de 6 a 8 mm d'ample; estams inserits per sota del centre del tub de la corol·la, els estams superiors inclosos.
Variable en gairebé tots els caràcters de fulles, pecíols, sèpals i corol·la. L'espècie destaca per la producció rara de propàguls a les inflorescències.

## Distribució
Planta endèmica de Madagascar (central i central-oriental). Creix en boscos, vores de bosc, matollar, sobre roques.

## Taxonomia
Kalanchoe campanulata va ser descrita per Henri Ernest Baillon, i publicada al Bulletin Mensuel de la Société Linnéenne de Paris 1: 469. 1885.

### Etimologia
Kalanchoe: nom genèric que deriva de la paraula cantonesa "Kalan Chauhuy", 伽藍菜 que significa 'allò que cau i creix'.
campanulata: epítet llatí que significa 'campana' per la forma de les seves flors.

### Sinonímia
- Kitchingia campanulata  Baker (1881) / Bryophyllum campanulatum  (Baillon) Hort. ZSS (s.a.)
- Kitchingia amplexicaulis  Baker (1883) / Kalanchoe amplexicaulis  (Baker) Baillon (1885)
- Kitchingia panduriformis  Baker (1883) / Kalanchoe panduriformis  (Baker) Baillon (1885).
- Kitchingia parviflora  Baker (1883) / Kalanchoe parviflora  (Baker) Baillon (1885)
- Kalanchoe campanulata ssp. orthostyla  Boiteau & Mannoni (1948)
- Kalanchoe campanulata var. typica  Boiteau & Mannoni (1948)